# 애덤 태가트
애덤 제이크 태가트(Adam Jake Taggart, 1993년 6월 2일, 퍼스 ~)는 오스트레일리아의 축구 선수로, 포지션은 공격수이다. 현재 A리그 멘의 퍼스 글로리 소속이다. K리그 등록명은 타가트였다.

## 클럽 경력

### 퍼스 글로리
태가트는 2011년 1월, 1-1로 비긴 멜버른 하트와의 경기에서 1군 데뷔전을 치르었다. 그는 골드코스트 유나이티드와의 경기 75분에 첫 골을 득점하였다.

### 뉴캐슬 제츠
2012년 3월 2일, 태가트는 A-리그 클럽 뉴캐슬 제츠와 2년 계약을 체결하였다. 2013년 11월, 태가트는 멜버른 하트와의 경기에서 해트트릭을 달성하였는데, 3골 모두 페널티 에어리어 바깥에서 성공한 득점이었다. 시즌을 인상적으로 시작한 후, 애덤은 크리스마스 기간 동안 무득점으로 침묵하였고, 원더러스와의 경기에서 멀티골로 팀을 2-2로 비기게 하였다. 그는 뉴캐슬 제츠 공격의 핵이었으며, 그와 함께 에밀 헤스키, 조엘 그리피스, 그리고 마이클 브리지스가 공격을 맡았다. 2014년, 태가트는 16골로 2008년의 조엘 그리피스 이래 뉴캐슬 선수로는 골든 부트를 받은 두번째 선수로 기록되었다. 같은 시상식에서, 그는 A-리그 올해의 신인 선수로도 선정되었다.

### 풀럼
2014년 6월 24일, 풀럼은 태가트를 뉴캐슬 제츠에서 비공개 이적료로 3년 계약을 체결시키며 영입하였다. 1군 경기는 출장하지 못하고 U-23경기 8경기 4득점 1도움을 기록하고 던디 유나이티드로 임대되었다.

### 던디 유나이티드
임대기간 동안 9경기 출장하였지만 공격포인트는 기록하지 못했다.

### 퍼스 글로리
16/17시즌 이적되었다. 첫시즌 24경기 12득점 1도움을 기록하였고 17/18시즌 14경기 8득점 1도움을 기록하고
브리즈번 로어로 이적하였다.

### 브리즈번 로어
18경기 11득점 2도움으로 A리그 득점 2위를 기록하던 중 수원 삼성 블루윙즈로 이적하게 된다.

### 수원 삼성 블루윙즈
2019 시즌을 앞둔 2019년 2월 20일 수원 삼성 블루윙즈로 이적함이 발표되었다. 리그 개막전인 울산 현대와의 경기에서 0-2로 뒤지고 있던 후반전에 만회골을 넣으며 K리그 데뷔전에서 데뷔골을 기록하며 K리그에 성공적인 안착을 하였다.
이후 4라운드 경기인 인천 유나이티드전에서 멀티골을 넣으며 수원의 시즌 첫 승을 이끌었다. 하지만 5월 15일에 열린 FA컵 16강전 광주 FC와의 경기에서 부상을 당했고 이 부상에 대해 수원의 감독인 이임생은 타가트가 내전근 파열을 당해 3주간 결장이 예상된다고 밝혔다. 타가트는 부상 복귀 후에도 후유증 없이 곧바로 좋은 모습을 보여주었으며 6월 16일열린 FC 서울과의 슈퍼매치에서 통산 6번째 득점을 기록해 득점랭킹 4위를 마크했다. 이후 그 다음 경기인 전북 현대 모터스전에서 동점골을 성공시켰다. 7월 10일 열린 인천 유나이티드와의 경기에서 리그 9호골과 10호골을 넣으며 2019시즌 K리그에서 가장 먼저 두자리수 골을 넣은 선수가 되었다. 이 후 그 다음 경기인 상주 상무와의 경기에서 다시 득점포를 가동했다. 이런 활약속에 타가트는 7월 26일에 유벤투스 FC와 격돌하는 K리그 올스타 멤버로 선발되었다. 타가트는 이 경기에 후반 시작과 함께 교체 투입되었으며 49분 3-1로 달아나는 추가골을 득점하는 등 엄청난 활약을 보여주었다. 올스타전을 마친 후 대구 FC전에서 득점을 기록하는 등 7월에 열린 모든 경기에서 득점을 기록하는 엄청난 퍼포먼스를 보여주었다.
이후 골 기록을 계속 늘려나갔으며 시즌 20골 넣고 출전한 33경기에서 경기당 0.61골을 기록하며 득점왕 경쟁을 하던 주니오를 제치고 2019시즌 K리그1 득점왕에 올랐다. 이로써 타가트는 k리그가 아시아쿼터제 도입 10년 만에 처음으로 K리그 득점왕이 된 최초의 선수가 되었다.

### 세레소 오사카
2021시즌을 앞두고 세레소 오사카로 이적했다.

## 국가대표팀 경력
2012년 말, 태가트는 오스트레일리아 국가대표로 데뷔하였고, 홍콩과의 2013년 EAFF 동아시아컵에서는 벤치에서 나와 팀의 근소한 차이의 승리에 보태었다. 그는 며칠 후에 열린 중화 타이베이와의 경기에서 국제경기 처음 두 골을 집어넣었고, 팀은 승리했다.
2013년, 태가트는 2013년 EAFF 동아시아컵에 참가하였고, 패한 중국과의 경기에서 득점하였다.
태가트는 2014년 FIFA 월드컵 본선에 참가한 사커루의 일원이었고, 네덜란드와 스페인과의 경기에 출전하였다.
2019년 6월 A매치에서 오스트레일리아 축구 국가대표팀 멤버로 차출되었다. 6월 A매치 대한민국과의 경기에서 후반 15분 교체되어서 출전했다.
2019년 9월 10일 쿠웨이트와의 2022년 카타르 월드컵 2차예선 B조 1차전에 선발 출장해 후반 23분까지 68분 간 활약했고 팀의 세번째 골을 어시스트하며 3-0 승리에 기여했다.
10월 15일 대만과의 2차전에서도 멀티골을 넣으며 6년만에 A매치 득점을 기록하였고 7-1 대승에 기여했다.
2019년 11월에 열린 요르단 축구 국가대표팀과의 2022년 월드컵 최종예선 경기에서 결승골을 집어넣으며 팀의 1-0 승리를 이끌었다.

## 경력 통계

### 국가대표팀

#### 득점
2013년 7월 28일 기준
아래의 점수에서 왼쪽의 점수가 오스트레일리아의 점수이다.
| # | 날짜            | 경기장                               | 상대           | 점수 | 결과 | 대회                                |
| - | --------------- | ------------------------------------ | -------------- | ---- | ---- | ----------------------------------- |
| 1 | 2012년 12월 9일 | 홍콩 스타디움, 소 곤 포, 홍콩        | 중화 타이베이  | 3–0  | 8–0  | 2013년 EAFF 동아시아컵 예선 2라운드 |
| 2 | 2012년 12월 9일 | 홍콩 스타디움, 소 곤 포, 홍콩        | 중화 타이베이  | 4–0  | 8–0  | 2013년 EAFF 동아시아컵 예선 2라운드 |
| 3 | 2013년 7월 28일 | 서울 올림픽 스타디움, 서울, 대한민국 | 중화인민공화국 | 2–4  | 3–4  | 2013년 EAFF 동아시아컵              |

## 수상

### 클럽
수원 삼성 블루윙즈
- * FA컵 : 우승 1회 (2019)

### 개인
- A-리그 골든 부트: 2013–14[8]
- A-리그 올해의 신인 선수상: 2013–14[8]
- PFA A-리그 올해의 팀: 2013–14[13]
- K리그 이달의 선수상: 2019년 7월
- K리그1 득점왕: 2019
- K리그1 베스트 11: 2019